# Людвиг Квідде
Людвіг Квідде (23 березня 1858 — 4 березня 1941) — доктор філософських наук, автор багатьох історичних праць, лауреат Нобелівської премії миру 1927 року, яку отримав «За підготовку громадської думки Франції та Німеччини до мирної співпраці» разом з Фердинандом Бюїссоном (Франція).

## Біографія
Народився в Бремені, в сім'ї комерсанта. Після школи вступив до Страсбурзького, а потім до Геттінгенського університету, де вивчав середньовічну історію Німеччини. Отримавши ступінь доктора філософії, був членом редколегії, яка готувала до публікації документи середньовічного рейхстагу. У 1889 р. заснував «Журнал історичних наук» («Zeitschrift fur Geschichtswissenschaft»), який редагував протягом шести років. З 1890 по 1892 р. працював вченим секретарем Прусського історичного інституту в Римі.
Став пацифістом під впливом історичної літератури, чималий вплив на нього справила Маргарете Якобсон, з якою вони одружилися в 1882 р. У 1891 р. Квідде вступив в Німецьке товариство світу, засноване Альфредом Фрідом за образом суспільства, заснованого в Австрії Бертою фон Зутнер. У 1893 р. опублікував анонімний памфлет «Мілітаризм в сучасній Німеччині» («Der Militarismus im heutigen deutschen Reich»). У 1894 р. під своїм ім'ям випустив другий памфлет «Калігула: історія кесарева безумства» («Caligula: Eine Studie uber romischen Casarenwahnsinn»). Хоча памфлет імітував історичну працю, сучасники безпомилково вгадали в ньому сатиру на німецького імператора Вільгельма. За звинуваченням у наклепі Квідде в 1896 р. був засуджений до тримісячного ув'язнення у мюнхенській в'язниці.
У 1894 р. зміцнив свій зв'язок з пацифізмом, створивши в Мюнхені антивоєнну групу, з тих пір він став відвідувати міжнародні мирні конференції. Рік по тому він взяв участь у реорганізації Німецької народної партії — антимілітаристської і антипрусской організації.
Через кілька років став визнаним лідером пацифізму. Він став членом ради Міжнародного бюро миру, а в 1901 р. головував на Всесвітньому конгресі світу в Глазго (Шотландія). Через рік був обраний в Мюнхенську міську раду. У 1905 р. спільно з Фредеріком Пассі спробували добитися мирної угоди між Францією і Німеччиною, а в 1907 р. організував Світовий конгрес світу в Мюнхені. У 1907—1908 рр.. від Німецької народної партії був обраний до баварський парламент.
Квідде двічі, під час Першої та на початку Другої Світової війни змушений був ставати політичним емігрантом і жив за кордоном.
Квідде брав участь у всіх конференціях пацифістського руху, в тому числі в антивоєнної конференції 1915 року, координував роботу миролюбних сил.
Цікава його точка зору на роззброєння — вважаючи його корисним, Квідде відводив йому другорядну роль в досягненні миру між державами, так як, на його думку, важливіше було усунути причини воєн, а зброю у разі конфлікту швидко буде виготовлено ворогуючими сторонами. Альтернативою роззброєнню Квідде вважав регулювання відносин держав за допомогою міжнародного права.
Помер у вигнанні.